# François Charles du Barail
François Charles du Barail, född 25 maj 1820, död 30 november 1902, var en fransk militär.
Du Barail blev officer vid kavalleriet 1842, brigadgeneral 1863 och divisionsgeneral 1870. Du Barail tjänstgjorde före 1870 gott som uteslutande i Afrika och deltog som kavallerifördelningschef i 1870 års krig och blev fången vid Metz. 1871 blev han chef för Versaillesarméns 3:e armékår och kämpade mot kommunen. Efter kriget var du Barail krigsminister 1873–74 och 1874–79 chef för 9:e armékåren. Han har utgett Mes souvenirs (3 band, 1894–96).